# Mamadou Wagué
Mamadou Wagué (ur. 19 sierpnia 1990 w Saint-Brieuc, Francja) – francuski piłkarz, grający na pozycji obrońcy.

## Kariera piłkarska

### Kariera klubowa
Wychowanek klubów Paris FC i Le Mans FC. W 2009 rozpoczął karierę piłkarską w Le Mans. W sezonie 2012/13 bronił barw FC Metz. Potem wyjechał za granicę, gdzie występował w klubach Debreceni VSC, Puskás Akadémia FC, Ethnikos Achna, Najran SC, Assyriska FF, Żetysu Tałdykorgan i Syrianska FC. 8 września 2017 roku przeniósł się do ukraińskiego Czornomorca Odessa. 1 czerwca 2018 opuścił odeski klub. 6 października 2018 roku został piłkarzem Al-Shorta SC.

### Kariera reprezentacyjna
Występował w juniorskiej reprezentacji Francji.